# Allium tribracteatum
Allium tribracteatum là một loài thực vật có hoa trong họ Amaryllidaceae. Loài này được Torr. mô tả khoa học đầu tiên năm 1857.